# Алпіна (Південна Дакота)
Алпіна (англ. Alpena) — місто (англ. town) в США, в окрузі Джеролд штату Південна Дакота. Населення — 212 особи (2020).

## Географія
Алпіна розташована за координатами 44°11′0″ пн. ш. 98°22′6″ зх. д. / 44.18333° пн. ш. 98.36833° зх. д. (44.183378, -98.368362).  За даними Бюро перепису населення США в 2010 році місто мало площу 4,26 км², з яких 4,22 км² — суходіл та 0,04 км² — водойми.

## Демографія
Згідно з переписом 2010 року, у місті мешкало 286 осіб у 110 домогосподарствах у складі 73 родин. Густота населення становила 67 осіб/км².  Було 124 помешкання (29/км²).
Расовий склад населення:
| - 86,7 % — білих - 1,0 % — вихідців з тихоокеанських островів - 0,7 % — корінних американців - 9,8 % — осіб інших рас |

До двох чи більше рас належало 1,7 %. Частка іспаномовних становила 23,8 % від усіх жителів.
За віковим діапазоном населення розподілялося таким чином: 26,2 % — особи молодші 18 років, 58,4 % — особи у віці 18—64 років, 15,4 % — особи у віці 65 років та старші. Медіана віку мешканця становила 34,3 року. На 100 осіб жіночої статі у місті припадало 104,3 чоловіків;  на 100 жінок у віці від 18 років та старших — 102,9 чоловіків також старших 18 років.
Середній дохід на одне домашнє господарство  становив 85 413 долари США (медіана — 59 444), а середній дохід на одну сім'ю — 86 004 долари (медіана — 63 750). Медіана доходів становила 48 125 доларів для чоловіків та 25 481 долар для жінок. За межею бідності перебувало 9,6 % осіб, у тому числі 29,3 % дітей у віці до 18 років та 6,7 % осіб у віці 65 років та старших.
Цивільне працевлаштоване населення становило 153 особи. Основні галузі зайнятості: виробництво — 41,8 %, транспорт — 15,7 %, сільське господарство, лісництво, риболовля — 9,8 %, роздрібна торгівля — 7,2 %.